# Сеоца (Омиш)
Сеоца су насељено место у саставу града Омиша, Сплитско-далматинска жупанија, Република Хрватска.

## Историја
До територијалне реорганизације у Хрватској налазила су се у саставу старе општине Омиш.

## Становништво
На попису становништва 2011. године, Сеоца су имала 140 становника.
| Број становника по пописима | Број становника по пописима | Број становника по пописима | Број становника по пописима | Број становника по пописима | Број становника по пописима | Број становника по пописима | Број становника по пописима | Број становника по пописима | Број становника по пописима | Број становника по пописима | Број становника по пописима | Број становника по пописима | Број становника по пописима | Број становника по пописима | Број становника по пописима |
| --------------------------- | --------------------------- | --------------------------- | --------------------------- | --------------------------- | --------------------------- | --------------------------- | --------------------------- | --------------------------- | --------------------------- | --------------------------- | --------------------------- | --------------------------- | --------------------------- | --------------------------- | --------------------------- |
| 1857                        | 1869                        | 1880                        | 1890                        | 1900                        | 1910                        | 1921                        | 1931                        | 1948                        | 1953                        | 1961                        | 1971                        | 1981                        | 1991                        | 2001                        | 2011                        |
| 139                         | 0                           | 158                         | 228                         | 229                         | 271                         | 264                         | 263                         | 272                         | 257                         | 276                         | 258                         | 195                         | 173                         | 158                         | 140                         |

Напомена: До 1910. и у 1948. исказивано под именом Сеоце. У 1869. подаци су садржани у насељу Костање. До 1900. исказивано као део насеља.

### Попис1991.
На попису становништва 1991. године, насељено место Сеоца је имало 173 становника, следећег националног састава:
| Попис 1991.‍ | Попис 1991.‍ | Попис 1991.‍ | Попис 1991.‍ | Попис 1991.‍ |
| ----------- | ----------- | ----------- | ----------- | ----------- |
|             |             |             |             |             |
| Хрвати      | Хрвати      |             | 173         | 100%        |
| укупно: 173 |             |             |             |             |